# Yatala
Yatala is een geslacht van hooiwagens uit de familie Triaenonychidae.
De wetenschappelijke naam Yatala is voor het eerst geldig gepubliceerd door Roewer in 1942. 

## Soorten
Yatala is monotypisch en omvat slechts de volgende soort:
- Yatala hirsti